# Liptovské Tatry
Liptovské Tatry jsou jedním z geomorfologických okrsků nacházející se v hlavním hřebeni Západních Tater. Prochází jimi slovensko-polská hranice. Nachází se nad údolími: Račkova dolina, Bystrá dolina, Kamenistá dolina, Tichá dolina, Dolina Tomanowa (v Polsku), Tomanovská dolina (na Slovensku), Dolina Pyszniańska, Dolina Starorobociańska, Dolina Chochołowska Wyżnia a Doliny Chochołowskiej. Nejvyšší vrchol je Bystrá , 2248 m n. m., který je zároveň nejvyšším vrcholem celých Západních Tater.
Na západě jsou Jamnickým sedlem (1908 m) odděleny od Roháčů, na východě je Tomanovské sedlo (1686 m n. m.) odděluje od masivu Červených vrchů. Na severozápadě, na vrcholu Volovce navazuje geomorfologický okrsek Lúčna (polsky Grześ) (1653 m); na severu, v sedle Siwa Przełęcz (1812 m n. m.) navazuje geomorfologický okrsek a hřeben Ornak (nejvyšší místo: Zadni Ornak, 1867 m n. m.).

## Vrcholy
Na území Liptovských Tater leží řada kopců s nadmořskou výškou nad 2000 metrů. Nejvyšší jsou:
| Obrázek | Slovenské jméno | Polské jméno            | Nadm. výška | Místo a pozn.                                                    |
| ------- | --------------- | ----------------------- | ----------- | ---------------------------------------------------------------- |
|         | Bystrá          | Bystra                  | 2248 m      | Nejvyšší vrchol slovenských Západních Tater                      |
|         | Jakubina        | Raczkowa Czuba          | 2194 m      |                                                                  |
|         | Baranec         | Baraniec                | 2185 m      |                                                                  |
|         | Klin            | Starorobociański Wierch | 2176 m      | Na hlavním hřebenu, nejvyšší vrchol v polských Západních Tatrách |
|         | Blyšť           | Błyszcz                 | 2159 m      | oblast Bystrá                                                    |
|         | Nižná Bystrá    | Zadnia Kopa             | 2162 m      |                                                                  |
|         | Štrbavý         | Szczerbawy              | 2144 m      |                                                                  |